# Come as You Are
«Come as You Are» es una canción y sencillo de la banda de grunge Nirvana publicada en su segundo álbum de estudio titulado Nevermind del año 1991. Fue lanzada como sencillo el 3 de marzo de 1992. Esta canción, junto a «Smells Like Teen Spirit», es la responsable de popularizar tanto a Nirvana como a todo el movimiento grunge a principios de los años 90. La revista estadounidense Rolling Stone clasificó a «Come as You Are» en el puesto 445 en su lista de Las 500 mejores canciones de todos los tiempos según Rolling Stone , y en el puesto 452 en la edición 2010 de la lista. Fue el segundo y, hasta la fecha, el último top 40 estadounidense de la banda, alcanzando el número 32 en el Billboard Hot 100, y el segundo top 10 en el Reino Unido, alcanzando el número nueve. En 1999, «Come as You Are» fue votado en el número 49 en Kerrang, de la revista 100 mejores temas de rock de todos los tiempos. En abril de 2016, según Business Insider, «Come as You Are» fue la sexta canción más reproducida de la década de 1990 en Spotify. Según el informe de fin de año de Nielsen Music para 2019, «Come as You Are» fue la tercera canción más reproducida de la década en la radio de rock convencional con 134,000 giros. Todas las canciones en el top 10 eran de la década de 1990. La canción también se puede apreciar en la exitosa película Capitana Marvel del año 2019.

## Significado
«Come as You Are» (que puede traducirse al español como «Ven tal como eres») es recordada como una de las canciones más optimistas de Nirvana. Mientras que otras canciones de la banda contenían letras «oscuras», «Come as You Are» le da la bienvenida al oyente «como amigo». La canción tiene el tema general de la aceptación, invitando al oyente a hacer lo que el título dice («Ven tal como eres»). Sin embargo, también contiene un ligero aire de sospecha por el encuentro, particularmente la línea «When I swear that I don't have a gun», («Juro que no tengo un arma») que es repetida varias veces.
Como consecuencia de la muerte del cantante Kurt Cobain en abril de 1994, se le dio mucha importancia a este verso «When I swear that I don´t have a gun» («Juro que no tengo un arma»). Varios comentarios se han hecho sobre otras canciones de Nevermind que mencionan a las armas. Sin embargo, posteriormente fue tomado como mera coincidencia puesto que el álbum fue grabado tres años antes de la muerte de Cobain.
Los versos «Come dowsed in mud... soaked in bleach», además de referirse al álbum de debut de la banda (Bleach), hacen referencia a una campaña en Seattle a finales de los años 80. La campaña estaba dirigida a los usuarios de drogas intravenosas, a los cuales la ciudad les pidió desinfectar (bleach) sus agujas para reducir el riesgo de contraer enfermedades.
Por otra parte se cree que esta canción había sido dedicada a su futura hija Frances Bean.

## Video musical
El vídeo musical para la canción muestra a la banda en un salón oscuro, de una apariencia gótica; además, un chorro de agua cayendo por un cristal delante del grupo dificulta ver las caras de sus integrantes. Durante el vídeo, aparecen imágenes de objetos que tienen poca relación con la letra (como un perro y peces), aunque el video se enfoca principalmente en la banda. Se ven imágenes de células dividiéndose así como espermatozoides y óvulos. También se muestra a un bebé desnudo nadando detrás de un billete de 1 dólar agarrado a un anzuelo de pesca, como en la portada del disco Nevermind, al que pertenece la canción. Además, se puede ver a Cobain colgado de un candelabro con su guitarra, y a pesar de que estaba asegurado con correas, le dio un pánico tremendo y náuseas por el movimiento (y por su enfermedad crónica) a tal grado, que quedó enfermo por varios días; estas escenas no se repitieron, lo que se ve en el video es a un Kurt mareado.

## Controversia
Cuando Nevermind fue lanzado, los miembros de la banda británica de post-punk Killing Joke alegaron que el famoso riff de guitarra de «Come as You Are» era un plagio del riff del sencillo «Eighties». Sin embargo, Killing Joke no demandó a Nirvana por infringimiento de derechos de autor. En una entrevista dada a la revista francesa Hard Rock Magazine, Jaz Coleman (cantante de Killing Joke) dijo que no demandó al grupo porque los miembros de Nirvana le confesaron abiertamente que ellos habían tomado el riff, y que eso era lo único que él quería escuchar. Otra posibilidad es que no demandaron a Nirvana porque el riff de su canción, publicada en 1985 era parecido al riff de la canción «Life Goes On» de la banda de punk inglesa, publicada tres años antes en 1982, The Damned.
Posteriormente, Dave Grohl, exbaterista de Nirvana, tocó la batería en el decimotercer álbum de Killing Joke (y el segundo en llevar el nombre de la banda), y grabó con su propio grupo, Foo Fighters, una versión de la canción Requiem, e incluso ha llegado a interpretarla en directo con Coleman en un concierto en Nueva Zelanda.

## Afinación
En el álbum de Nevermind del año 1991, se grabó el tema en el tono D (Re mayor), es decir, dos trastes por debajo de la afinación normal en la guitarra. Cobain tocó siempre la canción en Re♯ o Mi menor cuando lo hacía en vivo, (incluida la versión del MTV Unplugged in New York) con excepción de la ocasión que tocó el tema en Japón en el año de 1992 (Live in Japan 1992), es por eso que se escuchaba tan diferente en vivo tanto la voz como la música. Las canciones que están afinadas en Re mayor en el legendario álbum Nevermind son «Come as You Are», «Lithium» y «Drain You». «Something in the Way» está afinada en Do♯. Cobain también tocó «Lithium» con su afinación normal en Japón, después de «Come as You Are».

## Otras versiones
La banda grabó varias versiones de la canción:
- Una en el álbum acústico MTV Unplugged in New York.
- La versión original aparece también en el álbum de grandes éxitos de la banda, Nirvana, y en la compilación de varios artistas de Fender 50th Anniversary Guitar Legends.
- Una interpretación en vivo, grabada el 25 de noviembre de 1991 en Paradiso, Ámsterdam (Países Bajos), aparece en el video de 1994, Live! Tonight! Sold Out!! Esta versión muestra a Cobain gritando la letra sobre una guitarra desafinada.
- Una versión grabada en 1991 fue incluida en la compilación Sliver: The Best of the Box de 2005. Esta versión hizo parte de una maqueta mandada al productor de Nevermind, Butch Vig.
- Múltiples tomas del vídeo musical, dirigido por Kevin Kerslake, aparecen en el DVD de la caja de 2004 With the Lights Out.

## En la cultura popular

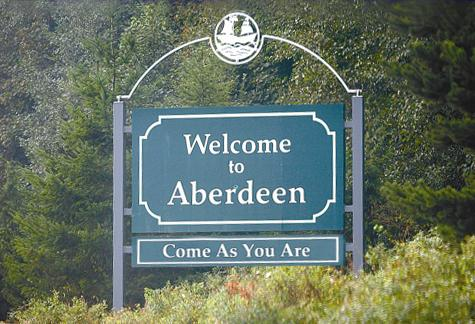
Tributo a Kurt Cobain en Aberdeen.

En 2005 una señal fue colocada en el pueblo de origen de Cobain, Aberdeen (Washington), que reza "Welcome to Aberdeen - Come As You Are" Que traducido al español es "Bienvenido a Aberdeen - Ven Como Eres" como tributo a Cobain. La señal fue creada y pagada por el Comité Kurt Cobain Memorial, una organización sin ánimo de lucro creada en mayo de 2004 para honrar a Cobain. Fundada por el autor Jeff Burlingame y el consejero local Paul Fritts, el Comité planea crear un parque con el nombre del artista y un centro juvenil en Aberdeen. Muchos consideran esto irónico debido a que Cobain admitió abiertamente en entrevistas que odiaba Aberdeen y a varios amigos que tuvo allí. La película de 2016 titulada As You Are recibió su nombre de la pista de Nirvana. La trama "gira en torno a un trío de estudiantes de secundaria en la década de 1990, tratando de encontrar su camino a través del difícil laberinto de la adolescencia". La canción «Adam's Song» de Blink-182 hace referencia a «Come as You Are». La canción de Nirvana tiene la letra, "Tómate tu tiempo, date prisa, la elección es tuya, no llegues tarde", mientras que «Adam's Song», a su vez, incluye la letra, "Me tomé mi tiempo, me apresuré, la elección fue mía, no pensé lo suficiente ".
La canción también se puede apreciar en la exitosa película Capitana Marvel del año 2019, así como en la película Definitely Maybe del año 2008.

## Versiones por otros artistas
«Come as You Are» ha sido versionada por:
- La banda británica de punk The Vibrators.
- La cantante estadounidense Laura Love.
- El cantautor brasileño Caetano Veloso.
- La cantante francesa Émilie Simon.
- La cantante de jazz Dani Siciliano.
- El cantante español Ramoncín.
- El cantante peruano Ramiro Saavedra.
- La cantante y compositora malaya Yuna.
- El actor Evan Peters en la serie norteamericana American Horror Story: Freak Show.
- La banda argentina de rock alternativo El Otro Yo.

## Lista de canciones
Las siguientes canciones aparecieron en el sencillo:
1. «Come as You Are» (Cobain) - 3:38
2. «Endless, Nameless» (Cobain/Grohl/Novoselic) - 6:40
3. «School» [Live, Teatro Paramount (Seattle) 31 de octubre de 1991] (Cobain) - 2:31
4. «Drain You» [Live, Teatro Paramount (Seattle) 31 de octubre de 1991] (Cobain) - 3:35

## Posicionamiento en listas
| Listas (1992)                                   | Mejor posición |
| ----------------------------------------------- | -------------- |
| Alemania (Offizielle Deutsche Charts)           | 22             |
| Australia (ARIA)                                | 25             |
| Austria (Ö3 Austria Top 40)                     | 28             |
| Bélgica (Flandes) (Ultratop 50)                 | 15             |
| Canadá Top Singles (RPM)                        | 27             |
| España (AFYVE)                                  | 16             |
| Estados Unidos Billboard Hot 100                | 32             |
| Estados Unidos Billboard Mainstream Rock Tracks | 3              |
| Estados Unidos Billboard Modern Rock Tracks     | 3              |
| Finlandia Singles Chart                         | 12             |
| Francia (SNEP)                                  | 12             |
| Italia (FIMI)                                   | 13             |
| Irlanda (IRMA)                                  | 7              |
| Nueva Zelanda (Recorded Music NZ)               | 3              |
| Países Bajos (Dutch Top 40)                     | 3              |
| Países Bajos (Single Top 100)                   | 16             |
| UK Singles (The Official Charts Company)        | 9              |
| Suecia (Sverigetopplistan)                      | 24             |
| Suiza (Schweizer Hitparade)                     | 21             |